# Megasoma joergenseni
Megasoma joergenseni är en skalbaggsart som beskrevs av Bruch 1910. Megasoma joergenseni ingår i släktet Megasoma och familjen Dynastidae. Inga underarter finns listade i Catalogue of Life.